# Bellegarde-Marsal
Bellegarde-Marsal é uma comuna francesa na região administrativa da Occitânia, no departamento de Tarn. Estende-se por uma área de 19.39 km², e possui 705 habitantes, segundo o censo de 2018, com uma densidade de 36 hab/km².